# لی بونگ-جو
لی بونگ-جو (انگلیسی: Lee Bong-ju؛ زادهٔ ۱۱ اکتبر ۱۹۷۰) دونده دو استقامت و دونده ماراتن اهل کره جنوبی بود.
از افتخارات وی میتوان به کسب مدال نقره دو ماراتن در بازی‌های المپیک تابستانی ۲۰۰۴ اشاره کرد.